# Alex Partridge
Alexander Matthew „Alex“ Partridge (ur. 25 stycznia 1981 w San Francisco) – brytyjski wioślarz, dwukrotny medalista olimpijski, trzykrotny mistrz świata.

## Osiągnięcia
- Mistrzostwa Świata – Lucerna 2001 – czwórka podwójna – 3. miejsce
- Mistrzostwa Świata – Sewilla 2002 – ósemka – 6. miejsce
- Mistrzostwa Świata – Mediolan 2003 – ósemka – 3. miejsce
- Mistrzostwa Świata – Gifu 2005 – czwórka bez sternika – 1. miejsce
- Mistrzostwa Świata – Eton 2006 – czwórka bez sternika – 1. miejsce
- Mistrzostwa Świata – Monachium 2007 – czwórka bez sternika – 4. miejsce
- Igrzyska Olimpijskie – Pekin 2008 – ósemka – 2. miejsce
- Mistrzostwa Świata – Poznań 2009 – czwórka bez sternika – 1. miejsce
- Mistrzostwa Świata – Hamilton 2010 – czwórka bez sternika – 4. miejsce
- Mistrzostwa Świata – Bled 2011 – ósemka – 2. miejsce
- Igrzyska Olimpijskie – Londyn 2012 – ósemka – 3. miejsce